# درب گنبد
درب گنبد شهری است در استان لرستان در غرب ایران. این شهر مرکز بخش درب گنبد از توابع شهرستان کوهدشت است.

## جمعیت
بر پایه سرشماری عمومی نفوس و مسکن در سال ۱۳۹۵ جمعیت این شهر ۳۱۲۴ نفر (۸۵۴خانوار) بوده است.